# پونتدرا
پونتدرا (به ایتالیایی: Pontedera) یک کومونه در ایتالیا است که در استان پیزا واقع شده‌است.

## خصوصیات
پونتدرا ۴۵٫۸۹ کیلومترمربع مساحت و ۲۸٬۶۹۲ نفر جمعیت دارد و ۱۴ متر بالاتر از سطح دریا واقع شده‌است.

## خواهرخوانده
شهرهای Fourchambault، مونتمورو نووو و Serrara Fontana خواهرخوانده‌های پونتدرا هستند.